# Лупница
Лупница је насељено место у Босни и Херцеговини у општини Јајце. Административно припада Федерацији Босне и Херцеговине, односно њеном Средњобосанском кантону. Према попису становништва из 2013. у насељу је било 886 становника, а већинску популацију у насељу чинили су Бошњаци.

## Становништво
По последњем службеном попису становништва из 2013. године у насељу Лупница живело је 886 становника, а село је било етнички хетерогено са мешовитом бошњачко-хрватском популацијом.
| Националност | 2013. | 1991.        | 1981.        | 1971.        |
| Бошњаци      | —     | 673 (63,25%) | 594 (61,94%) | 543 (63,43%) |
| Хрвати       | —     | 375 (35,24%) | 324 (33,79%) | 310 (36,21%) |
| Срби         | —     | 1 (0,09%)    | 7 (0,73%)    | 0            |
| Југословени  | —     | 14 (1,31%)   | 26 (2,71%)   | 0            |
| Црногорци    | —     | 0            | 8 (0,83%)    | 0            |
| остали       | —     | 1 (0,09%)    | 0            | 3 (0,35%)    |
| Укупно       | 886   | 1.064        | 959          | 856          |